# Ambatolampy (Bongolava)
Ambatolampy is een plaats en gemeente in Madagaskar gelegen in het district Tsiroanomandidy van de regio Bongolava. Er woonden bij de volkstelling in 2001 ongeveer 13.000 mensen.
In de plaats is basisonderwijs beschikbaar. 60% van de bevolking is landbouwer en 39% houdt zich bezig met de veeteelt. Het belangrijkste gewas is rijst, maar er wordt ook mais en cassave verbouwd. 1% van de bevolking is werkzaam in de dienstensector.